# Herrschaft Mitwitz
Die Herrschaft Mitwitz war eine Herrschaft in Franken im Heiligen Römischen Reich (HRR).

## Herrschaft Mitwitz
Die Entstehung der Herrschaft ist vermutlich auf das Adelsgeschlecht der Sterker zurückzuführen, die den Ort Mitwitz erwarben und die Burg Mitwitz erbauten. Diese waren Vögte des Klosters Michelsberg, es gelang ihnen aber diesen Besitz an sich zu bringen. In ihrer Nachfolge gelangen die Freiherren von Schaumberg in den Besitz. 1266 werden Heinrich und Eberhard von Schaumberg erstmals urkundlich als Besitzer genannt. Zu der Herrschaft gehörte auch die Blutgerichtsbarkeit (ursprünglich als Reichslehen, ab 1461 als Bambergisches Lehen). Dieses Hochgerichtsgebiet deckte sich weitgehend mit den Orte, der Herrschaft. Lediglich Burggrub verfügte über eine eigene Hochgerichtsbarkeit als sächsisches Lehen (die vom Hochstift Bamberg angefochten wurde). Zum Hochgerichtsbezirk gehörte auch der Ort Häusles, der grundherrschaftlich zum Kloster Sonnefeld gehörte. Nach der Aufhebung des Klosters 1525/26 geriet diese Hochgerichtsbarkeit faktisch an das sächsische Amt Sonnenfeld.
1425 erwarben die Brüder Heinz und Gunther von Rosenau den größten Teil der Herrschaft und die Hohe Gerichtsbarkeit. Nach weiteren Käufen waren die Rosenaus 1480 im Besitz der ganzen Herrschaft.
1575 erwarb Hieronymus von Würtzburg das seit einem Brand 1525 nur notdürftig instand gesetzte Wasserschloss Mitwitz mit Zubehör zu dem auch die Gerichts- und Vogteiherrschaft und das Patronatsrecht gehörte. Sein Neffe und Erbe, Hans Veit von Würtzburg erwarb 1591 den Rest der Herrschaft und 1594 auch das Obere Schloss in Mitwitz. 1713 wurde die Herrschaft in zwei Teilherrschaften Oberes und Unteres Schloss geteilt, 1800 wurden beide Linien jedoch wieder vereint.
Die Herrschaft bestand seit dem Mittelalter aus Mitwitz, Neundorf, Schwärzdorf, Kaltenbrunn, Burgstall, Rotschreuth und Krötendorfswustung. Später kamen noch Batzenwustung, Dickenwustung, Froschgrün, Neubau und Bächlein (heute alles Ortsteile von Mitwitz) hinzu.
1727 erwarb die Familie Würtzburg auch das naheliegende Rittergut Haig mit dem gleichnamigen Dorf. Dieses wurde fortan mit der Herrschaft Mitwitz verwaltet.

## Auflösung
Nach dem Reichsdeputationshauptschluss 1803 wurde das Hochstift Bamberg aufgehoben und Kurpfalz-Bayern angegliedert. Kurpfalz-Bayern versuchte gleichzeitig auch die reichsritterschaftlichen Besitzungen des Gebietes an sich zu bringen und verwies auf die Bamberger Lehen, deren Rechte nun an Kurpfalz-Bayern gefallen waren. Die von Würtzburg verwehrten sich dagegen, letztlich setzte sich die militärische Macht Kurpfalz-Bayerns durch: Um die Jahreswende 1805/1806 wurde die Herrschaft Mitwitz von Bayerischen Truppen militärisch besetzt. Unter diesem Druck mussten die von Würtzburg wie auch Beamte und Untertanen dem neuen Herrscher huldigen und die Situation anerkennen. Die Steuern wurden nun durch das Amt Kronach eingezogen. Die niedere Gerichtsbarkeit verblieb als Patrimonialgericht bei den von Würtzburg.

## Herrschaftsgericht Mitwitz
Im Oktober 1813 stellte die Familie Würtzburg den Antrag, ein Herrschaftsgericht II. Klasse in Mitwitz zu errichten. Sie verwiesen auf die hergebrachte Gerichtsbarkeit über 325 Familien. Das Herrschaftsgericht sollte die Rittergüter Mitwitz, Burggrub und Haig umfassen. Am 30. Oktober 1813 wurde die Einrichtung des königlich baierischen Herrschaftsgerichtes Mitwitz und entsprechende Trennung vom Landgericht Kronach durch König Max Joseph von Bayern genehmigt. Nach der Märzrevolution 1848 wurde die Patrimonialgerichtsbarkeit aufgehoben und das Herrschaftsgericht Mitwitz am 16. Mai 1849 aufgehoben und dem Landgericht Kronach angegliedert.